# FCM 36
FCM 36 – francuski czołg lekki skonstruowany w okresie międzywojennym.
W czerwcu 1934 roku armia francuska rozpisała konkurs na czołg lekki, następcę przestarzałego czołgu Renault FT pochodzącego z okresu I wojny światowej. Z 14 projektów armia wybrała 5. Po testach prototypów do uzbrojenia wprowadzono czołg Renault R-35, który miał się stać nowym czołgiem wsparcia piechoty, zastępując FT-17. Zainteresowanie dowództwa piechoty wzbudził także inny z testowanych prototypów pochodzący z zakładów Forges et Chantiere de la Méditerranée (FCM).
Czołg FCM miał szereg rozwiązań nietypowych dla innych czołgów francuskich. Miał kadłub spawany z walcowanych płyt, pancerz o nowatorskim ukształtowaniu i był napędzany silnikiem wysokoprężnym. Testy z kwietnia 1935 roku, których zwycięzcą był R-35, spowodowały odrzucenie czołgu FCM z uwagi na problemy z niezawodnością, ale uznano, że warto kontynuować prace nad tą konstrukcją. Dlatego prototyp czołgu FCM został odesłany do producenta razem z listą zalecanych zmian konstrukcji. Zmodernizowany czołg był ponownie testowany od września 1935 do maja 1936 roku. W czasie testów czołg przejechał 1009 km, z czego 478 km po drogach. Próby wykazały konieczność wprowadzenia kolejnych poprawek. Część z nich wprowadzono na bieżąco, część po zakończeniu prób. Do czerwca 1936 przed Commision d'Infanterie przeprowadzano testy czołgu mające sprawdzić odporność na działanie broni chemicznej. Ostatecznie w lipcu 1936 uznano, że czołg spełnia wymagania wojska. Jeszcze przed tym werdyktem w maju 1936 zamówiono 100 wozów, które otrzymały desygnatę Char léger Mlé. 1936 FCM.
Produkcję seryjną rozpoczęto w grudniu 1936. Wozy zostały dostarczone odbiorcy w okresie od maja 1938 do marca 1939. Wyprodukowane czołgi trafiły do 4. i 7. Bataillon de Chars de Combat. Każdy z nich był wyposażony w 45 czołgów. Wzięły one udział w walkach z armią niemiecką w czasie niemieckiego ataku w 1940 roku, ale brak informacji o ich skutecznym użyciu. Znaczna ich liczba (zależnie od źródła od 37 do ponad 50 sztuk) wpadła w ręce niemieckie. Zdobyte czołgi otrzymały oznaczenie Pz.Kpfw. FCM(f) i numer ewidencyjny 737(f). Od lutego 1943 były one przerabiane na działa samobieżne 7.5 cm Pak40 auf Fahrgestell Pz.Kpfw. FCM(f) i 10.5 cm leFH (Sf) auf Geschützwagen FCM(f). Działa te zostały wykorzystane podczas walk z British Army w rejonie Caen w Normandii.